# James Slipper
James Alexander Slipper (* 6. Juni 1989 in Gold Coast, Queensland) ist ein australischer Rugby-Union-Spieler. Er spielt auf der Position des Pfeilers für das australische Franchise Brumbies und die australische Nationalmannschaft. Zu seinen Erfolgen gehören je ein Meistertitel mit den Queensland Reds und den Brumbies sowie zwei Podestplätze bei den Weltmeisterschaften und ein Turniersieg bei der Rugby Championship für Australien.

## Biografie

### Vereinskarriere
Auf Juniorenstufe spielte Slipper zunächst für die Bondi Pirates in der Regionalmeisterschaft der Gold Coast and District Rugby Union, später für die Southport School (TSS) in der prestigeträchtigen Schulmeisterschaft der Great Public Schools Association of Queensland. Sein Team, das damals eine Art „goldene Generation“ durchlebte und dem mit Ben Tapuai, Rob Simmons, Luke Morahan und Jono Lance vier weitere zukünftige Nationalspieler angehörten, gewann den Meistertitel in den Jahren 2007 und 2008. Nach dem Schulabschluss schloss sich Slipper der Akademie der Queensland Reds aus Brisbane an, sein Debüt in der internationalen Liga Super Rugby folgte am 13. Februar 2010 bei der 28:30-Heimniederlage gegen die New South Wales Waratahs.
In der Super-Rugby-Saison 2011 kam Slipper regelmäßig zum Einsatz und trug zum Meistertitel der Queensland Reds bei. Das Finale gegen die Crusaders, das mit einem 18:13-Sieg endeten, konnte er jedoch nicht bestreiten, da er sich unmittelbar vor dem Halbfinale eine Verletzung des Syndesmosebandes im Knöchel zugezogen hatte. Von 2014 bis 2018 spielte er sporadisch für das Auswahlteam Queensland Country in der unterklassigen National Rugby Championship. Im Januar 2015 wurde Slipper zum Mannschaftskapitän der Reds ernannt und trat damit die Nachfolge von James Horwill an. Während einer Begegnung mit den Lions in Johannesburg im März 2017 zog er sich einen Achillessehnenriss zu, worauf er die gesamte restliche Saison pausieren musste.
Im September 2018 gab Slipper bekannt, dass er auf die Saison 2019 hin die Reds verlassen und nach Canberra zu den Brumbies wechseln werde. Mit seinem neuen Team entschied er die australische Super-Rugby-Conference für sich und scheiterte erst im Halbfinale der K.-o.-Phase an den Jaguares. Aufgrund der COVID-19-Pandemie musste die Saison 2020 vorzeitig abgebrochen werden. Die daraufhin durchgeführte Ersatzmeisterschaft Super Rugby AU entschieden die Brumbies für sich, wobei Slipper beim 28:23-Finalsieg über die Reds in der zweiten Halbzeit eingewechselt wurde. Ein Jahr später revanchierten sich die Reds im Finale, ohne dass Slipper zum Einsatz kam.

### Nationalmannschaft
2007 spielte Slipper dreimal für die U18-Auswahl Australian Schoolboys, 2009 nahm er mit der U20-Auswahl an der Juniorenweltmeisterschaft teil. Sein erstes Test Match für die australische Nationalmannschaft bestritt er am 12. Juni 2010 beim 27:17-Heimsieg in Perth gegen England. In der Folge konnte er sich rasch als Stammspieler etablieren. Nachdem er die Tri Nations 2011 verletzungsbedingt verpasst hatte, nahm er an der Weltmeisterschaft 2011 teil, an der die Wallabies den dritten Platz belegten. Er bestritt die Gruppenspiele gegen Italien, Irland, die Vereinigten Staaten und Russland, ebenso das Viertelfinale gegen Südafrika, das Halbfinale gegen Neuseeland und das Spiel um Platz drei gegen Wales. Nachdem er 2012 und 2013 in sämtlichen Spielen der Wallabies eingesetzt worden war, bestritt er am 7. Juni 2014 beim 50:23-Heimsieg über Frankreich bereits sein 50. Test Match – nur vier Jahre nach seinem Debüt. Ein Jahr später gewann er mit den Wallabies die Rugby Championship 2015.
Zum ersten Mal als Mannschaftskapitän in Erscheinung trat Slipper am 5. September 2015 in einem WM-Vorbereitungsspiel in Chicago gegen die Vereinigten Staaten, das die Australier mit 47:10 für sich entschieden. Bei der darauffolgenden Weltmeisterschaft 2015 spielte er zunächst in der Gruppenphase gegen Fidschi, England und Wales sowie im Viertelfinale gegen Schottland. Seine 73. Test-Match-Teilnahme im Halbfinale gegen Argentinien bedeutete neuen Rekord für einen australischen Pfeiler. Im Finale gegen Neuseeland, das mit 17:34 verloren ging, wurde er nach einer Stunde eingewechselt. 2017 konnte er wegen seines Achillessehnenrisses kein einziges Test Match bestreiten und 2018 erhielt er eine zweimonatige Sperre sowie eine Geldstrafe von 27.500 AUD, nachdem er zweimal positiv auf Kokain getestet worden war.
Trotz dieser Rückschläge erkämpfte sich Slipper seinen Stammplatz zurück. Bei der Weltmeisterschaft 2019 spielte er in der Gruppenphase gegen Fidschi, Wales, Uruguay und Georgien sowie im Viertelfinale gegen England. Sein 100. Test Match für Australien bestritt er am 7. November 2020, als die Wallabies Neuseeland mit 24:22 bezwangen.

## Erfolge
Queensland Reds:
- Meister Super Rugby: 2011

Brumbies:
- Meister Super Rugby AU: 2020
- Meisterschaftsfinalist Super Rugby AU: 2021

Australien:
- Turniersieger The Rugby Championship: 2015
- 2. Platz Weltmeisterschaft 2015
- 3. Platz Weltmeisterschaft 2011